# Hans Schubert (Mathematiker)
Hans Schubert (* 1. Mai 1908 in Weida; † 24. November 1987 in Halle) war ein deutscher Mathematiker. Kerngebiete seiner Forschung waren Gewöhnliche und Partielle Differentialgleichungen, die Potentialtheorie, die Strömungslehre und Integralgleichungen.

## Leben
Nach dem Studium der Mathematik und Physik an der Universität Leipzig promovierte Schubert im Jahre 1936 bei Ernst Hölder und Paul Koebe mit einer von Leon Lichtenstein angeregten Dissertation (Über einige Lichtensteinsche Hilfssätze der Potentialtheorie und ihre Anwendung auf die Hydrodynamik) und wurde 1943 mit der Schrift Zur Berechnung der Abwindkorrektur in der Strahlachse eines Windkanals von kreisförmigem Querschnitt bei Berücksichtigung einer offenen Messstrecke habilitiert. 1947 wurde er Professor an der Universität Rostock. Von 1952 bis 1969 war Hans Schubert als Professor mit Lehrstuhl und Direktor des Institutes für Angewandte Mathematik an der Universität Halle tätig. In Halle war er Nachfolger des 1951 verstorbenen Harry Schmidt. Ab 1955 war er Mitglied der Akademie der Wissenschaften der DDR. Schubert war ab 1959 Mitglied der Deutschen Akademie der Naturforscher Leopoldina. Zu seinen Schülern gehörten unter anderem die späteren Hochschullehrer Lothar Berg, Maria Hasse und Lothar von Wolfersdorf.

## Schriften (Auswahl)
- Über eine lineare Integrodifferentialgleichung mit Zusatzkern, Ber. Verh. Sächs. Akad. Wiss. Leipzig, Math-Naturw. Klasse, 97(7):42 S., 1950.
- Über zwei Randwertprobleme der inhomogenen Cauchy-Riemannschen Differentialgleichungen mit einer Anwendung auf ein Problem der stationären schallnahen Strömung (mit M. Schleiff). ZAMM, 49:621–630, 1969.
- Einige Hilfssätze der ebenen Potentialtheorie. Arch. Math. Brno, 5:215–225, 1969.
- Aspects on the calculation of two singular integral operators needed in the theory of generalized analytic functions (mit M. Schleiff). Compl. Analysis Applic., Collect. Artic., Steklov Math. Inst., Moskau, Jg. 1978:618–623, 1978.

## Festschrift
- Manfred Herrmann (Hrsg.): Beiträge zur Analysis und angewandten Mathematik : Hans Schubert z. 60. Geburtstag gewidmet, Berlin : Deutscher Verlag d. Wiss., VEB 1968, auch als: wissenschaftliche Beiträge der Martin-Luther-Universität Halle-Wittenberg. 1968.